# Hanna Marcussen
Hanna Elise Marcussen (née le 4 septembre 1977 à Arendal) est une femme politique norvégienne et ancienne porte-parole des Verts.
Elle est porte parole des Verts de 2008 à 2012.
En novembre 2012, elle perd la primaire face à Rasmus Hansson pour être tête de liste à Oslo pour les élections législatives de 2013. En février 2013 elle est choisie pour être tête de liste du Rogaland. Bien que le parti progresse, passant de 0.3 à 2.2% et réunissant plus de 5 200 suffrages, elle n'est pas élue au Storting.